# Gorges (Loire-Atlantique)
Gorges (bretonisch Gored) ist eine französische Gemeinde mit 5090 Einwohnern (Stand: 1. Januar 2022) im Département Loire-Atlantique in der Region Pays de la Loire; sie gehört zum Arrondissement Nantes und zum Kanton Clisson. Die Einwohner werde Gorgeois(es) genannt.

## Geographie
Gorges liegt etwa 20 Kilometer südöstlich von Nantes am Fluss Sèvre Nantaise. Umgeben wird Gorges von den Nachbargemeinden Le Pallet im Norden, Mouzillon im Norden und Nordosten, Clisson im Süden und Osten, Saint-Hilaire-de-Clisson im Süden und Südwesten, Saint-Lumine-de-Clisson im Westen und Südwesten sowie Monnières im Nordwesten.
Die Weinbaugebiete Muscadet Sèvre et Maine und Gros Plant du Pays Nantais reichen in die Gemeinde hinein.

## Geschichte

### Internierungslager Camp de Gorges
Das Camp de Gorges wurde im Mai 1940 eingerichtet und diente zunächst der Internierung deutscher und österreichischer Staatsangehöriger. Später wurden hier auch deutsche Flüchtlinge aus Belgien und Luxemburg untergebracht. Laut AJPN handelte es sich bei den Internierten meist um jüdische Intellektuelle, aber auch um Arbeiter und Handwerker. Einige der Internierten seien mit nichtjüdischen Französinnen verheiratet gewesen. Am 13. Juni 1940 wurden die Gefangenen des Camp de Gorges in die Domaine de Lavert in Mareuil-sur-Lay-Dissais überführt.

## Bevölkerungsentwicklung
- 1962: 1563
- 1968: 1701
- 1975: 2028
- 1982: 2379
- 1990: 2603
- 1999: 2650
- 2006: 3420
- 2017: 4658

## Sehenswürdigkeiten
- Kirche Saint-Martin aus dem 19. Jahrhundert (erbaut 1860–1871 an der Stelle der früheren Kirche aus dem 16. Jahrhundert)
- Schloss Oiselinière, italienische Villa mit Park (bereits 1805–1809 angelegt), erbaut zwischen 1822 und 1835, seit 1997 Monument historique
- Anwesen Batardière
- historische Mühlen (seit 1826 in Papeterie umgenutzt)
- Park Vergne

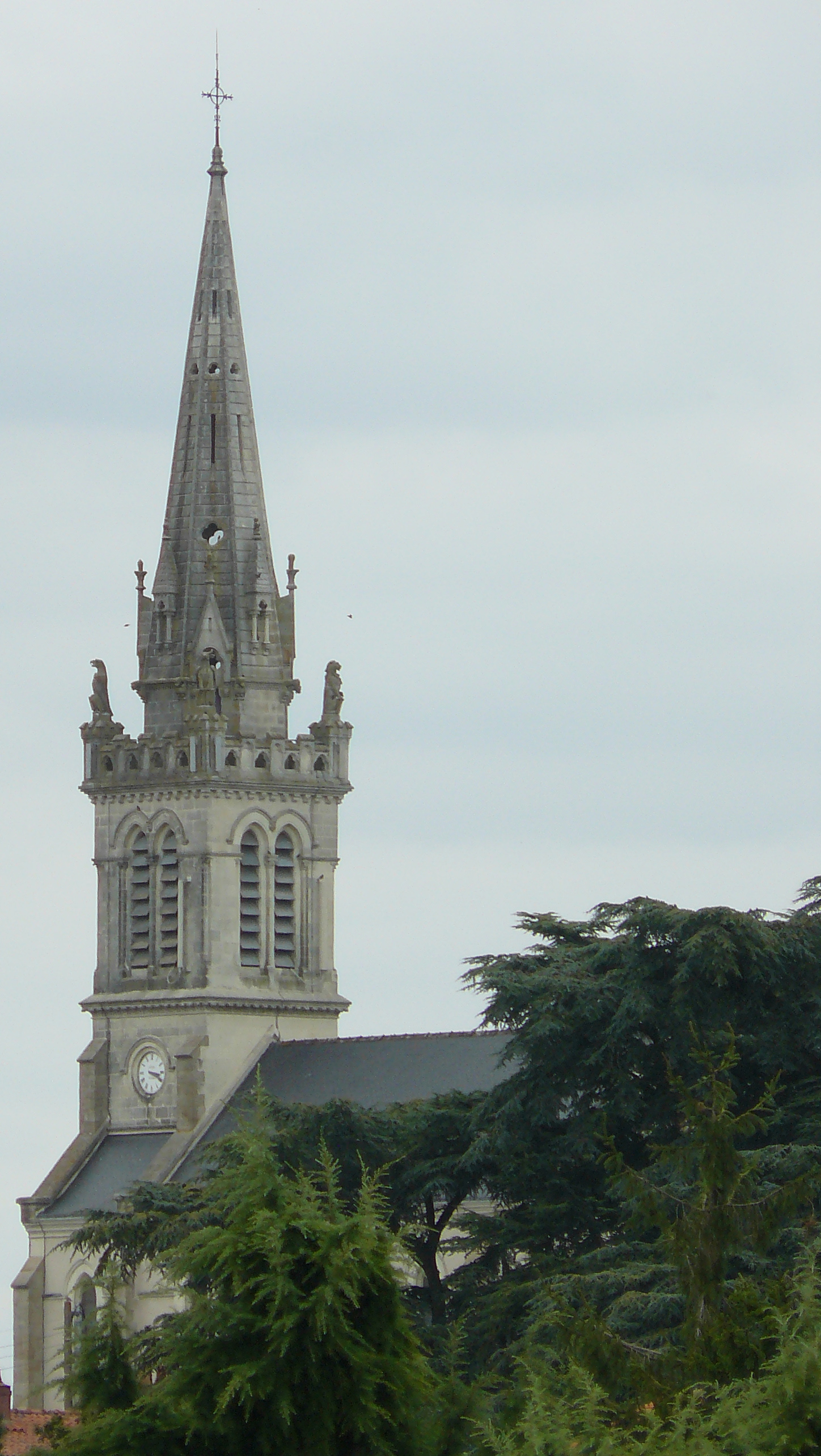
Glockenturm der Kirche Saint-Martin
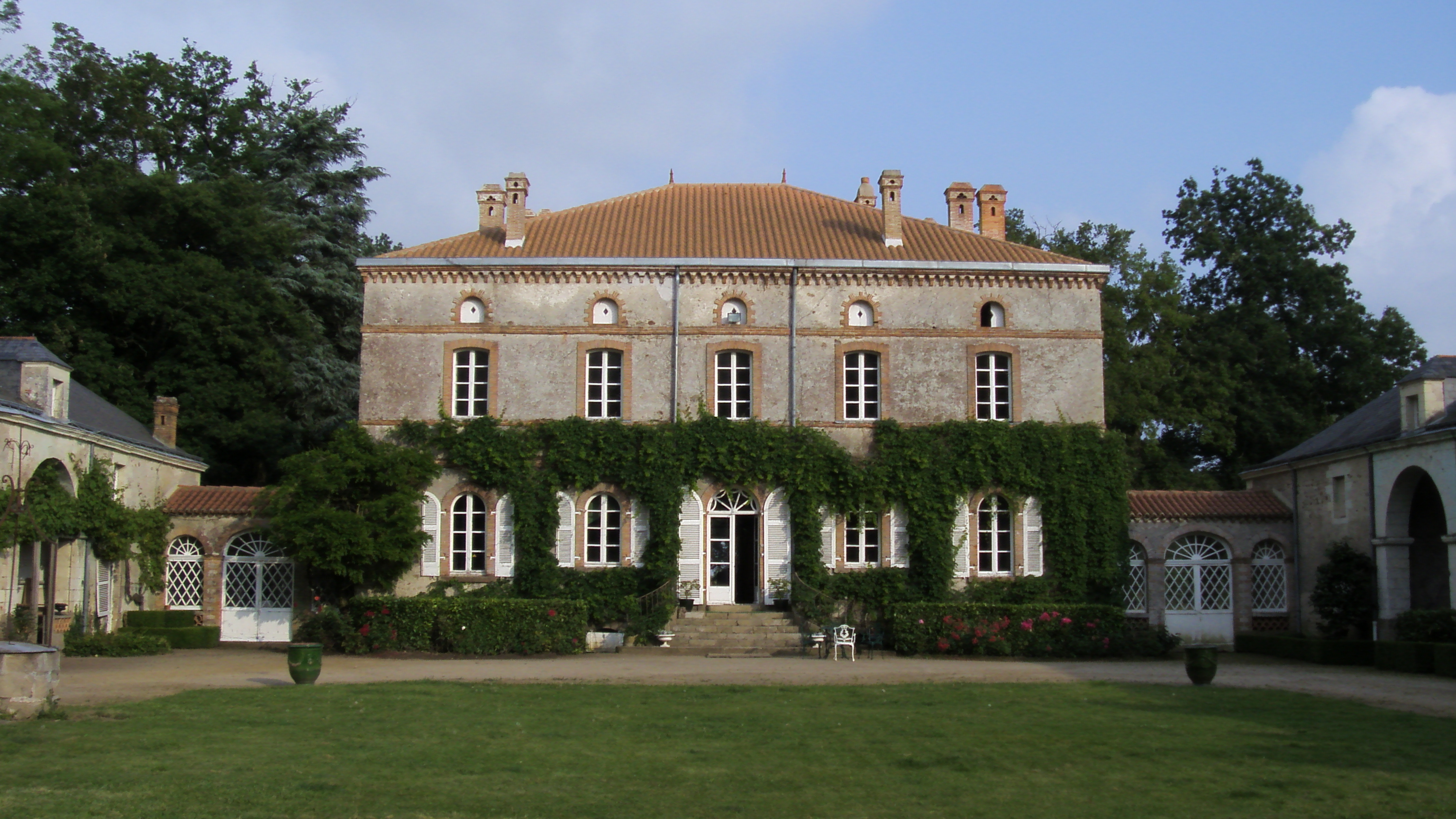
Schloss Oiselinière

## Gemeindepartnerschaft
Mit der italienischen Gemeinde Alatri in der Provinz Frosinone (Latium) besteht seit 2000 eine Partnerschaft.